# Бруно Лаббадіа
Бруно Лаббадіа (нім. Bruno Labbadia, нар. 8 лютого 1966, Дармштадт) — колишній німецький футболіст італійського походження, що грав на позиції нападника. По завершенні ігрової кар'єри — футбольний тренер. З 2018 року очолює тренерський штаб  берлінської «Герти».
Як гравець насамперед відомий виступами за «Кайзерслаутерн» та «Баварію», з якими вигравав внутрішні трофеї, а також національну збірну Німеччини.

## Клубна кар'єра
Народився в німецькому місті Дармштадт в родині вихідців з італійського містечка Ленола. Навчався футболу в школах клубів «Шнеппенгаузен», «Вайтерштадт» та «Дармштадт 98».
У дорослому футболі дебютував 1984 року виступами за команду клубу «Дармштадт 98», в якій провів три сезони, взявши участь у 105 матчах чемпіонату.
Своєю грою за цю команду привернув увагу представників тренерського «Гамбурга», до складу якого приєднався влітку 1987 року. Відіграв за гамбурзький клуб наступні півтора сезони своєї ігрової кар'єри. Більшість часу, проведеного у складі «Гамбурга», був основним гравцем атакувальної ланки команди.
На початку 1989 року уклав контракт з «Кайзерслаутерном», у складі якого провів наступні два з половиною роки своєї кар'єри гравця. Граючи у складі «Кайзерслаутерна» також здебільшого виходив на поле в основному складі команди. За цей час виборов титул чемпіона Німеччини та здобув національний кубок.
З літа 1991 року три сезони захищав кольори команди клубу «Баварія». Тренерським штабом нового клубу також розглядався як гравець «основи». У складі мюнхенської «Баварії» був одним з головних бомбардирів команди, маючи середню результативність на рівні 0,34 голу за гру першості. За цей час додав до переліку своїх трофеїв ще один титул чемпіона Німеччини.
З літа 1994 до кінця 1995 року захищав кольори «Кельна». З початку 1996 року два з половиною роки виступав за «Вердер». Протягом 1998–2001 років захищав кольори «Армінії» (Білефельд), ставши у сезоні 1998/1999 найкращим бомбардиром Другої Бундесліги з 28 голами, чим допоміг клубу повернутись до «еліти». Тренерськими штабами усіх цих клубів розглядався як гравець «основи».
Завершив професійну ігрову кар'єру у клубі «Карлсруе СК», за команду якого виступав протягом 2001–2003 років.

## Виступи за збірну
Бруно Лаббадіа зіграв два матчі за збірну Німеччини: 1992 року проти збірної Уругваю (Німеччина перемогла 4:1) і 1995 року проти збірної Бельгії (2:1).

## Кар'єра тренера
Розпочав тренерську кар'єру відразу ж по завершенні кар'єри гравця, 2003 року, очоливши тренерський штаб клубу «Дармштадт 98».
Надалі очолював команди клубів «Гройтер», «Баєр 04» та «Гамбург», проте в жодній з команд більше ніж на сезон не затримувався.
12 грудня 2010 року очолив «Штуттгарт», який перебував у зоні вильоту і зберіг команді прописку в Бундеслізі, а у наступному сезоні вивів команду до єврокубків, зайнявши 6 місце. У сезоні 2012/2013 очолювана Бруно команда фінішувала фінішувала у нижній частині турнірної тбалиці Бундесліги, проте знов вийшла до єврокубків, цього разу як фіналіст тогорічного розіграшу Кубка Німеччини. Сезон 2013/2014 «Штутгарт» розпочав з трьох поразок у чемпіонаті, після чого Лаббадію 26 серпня 2013 було відправлено у відставку.
У квітні 2015 року Лаббадія удруге прийшов на тренерський місток «Гамбурга», урешті-решт вирішивши завдання збереження клубом прописки у Бундес-лізі сезону 2014/2015. Наступний сезон, який повністю був проведений «Гамбургом» під керівництвом Лаббадії, команда завершила на дуже непоганому для неї десятому місці. Проте початок сезону 2016/2017 гамбургці провалили і 26 вересня 2016 року тренерський штаб команди було відправлено у відставку після чотирьох поразок поспіль у Бундеслізі.
20 лютого 2018 року новим місцем роботи спеціаліста став «Вольфсбург», який під його керівництвом зберіг місце у найвищому німецькому дивізіоні за результатами сезону 2017/2018. Після закінчення контракту «Вольфсбург» вирішив не продовжувати договір з Лаббадією.
9 квітня 2020 року Бруно Лаббадіа очолив берлінську «Герту». 24 січня 2021 після серії невдалих результатів був звільнений з клубу .   

## Статистика виступів

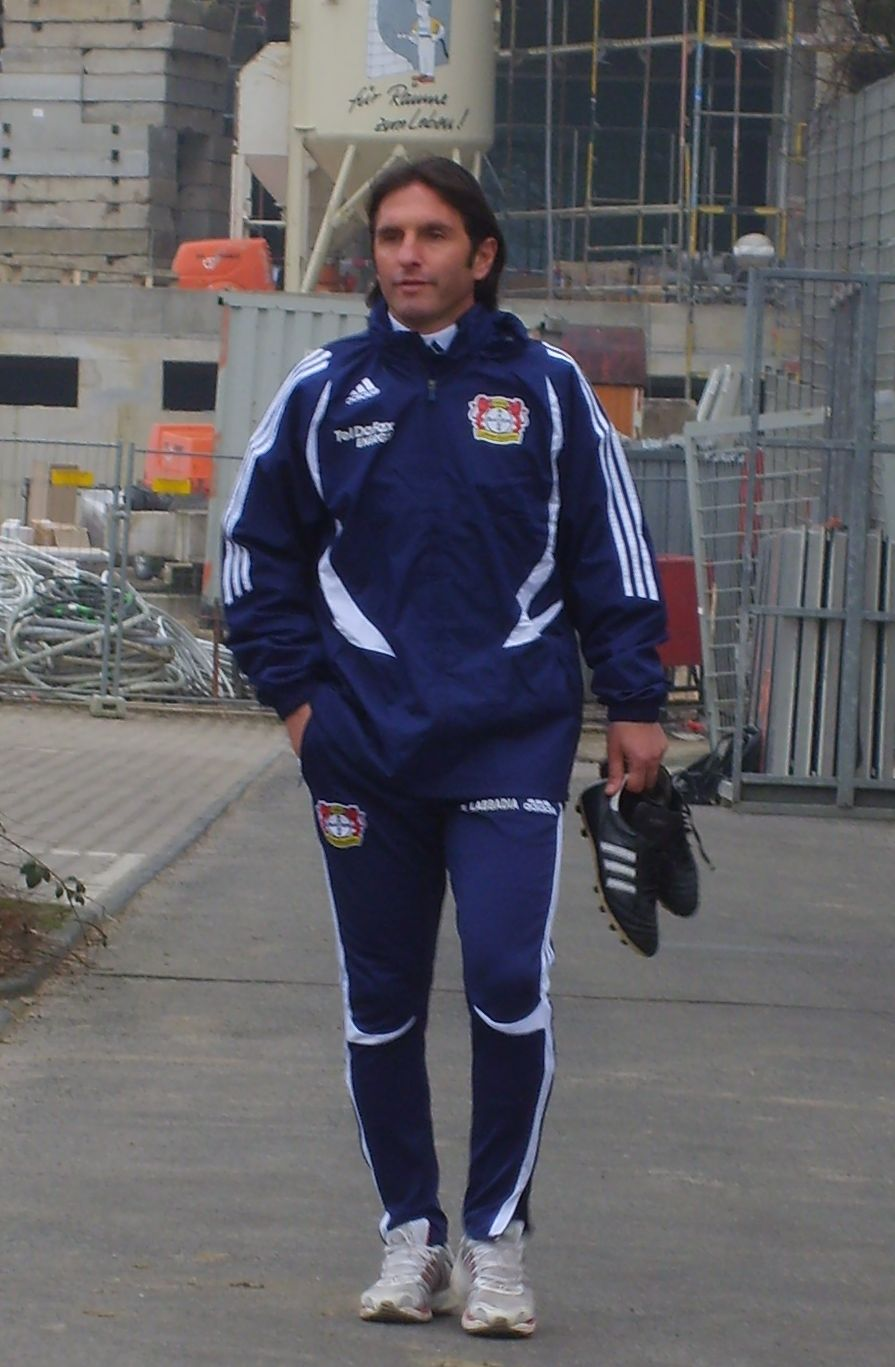
Бруно Лаббадіа під час роботи в «Баєр 04». 22 березня 2009

### Статистика клубних виступів
| Сезон                           | Команда                         | Чемпіонат                       | Чемпіонат | Чемпіонат | Кубки | Кубки | Кубки | Єврокубки | Єврокубки | Єврокубки | Усього | Усього |
| Сезон                           | Команда                         | Ліга                            | Ігор      | Голів     | Ліга  | Ігор  | Голів | Ліга      | Ігор      | Голів     | Ігор   | Голів  |
| ------------------------------- | ------------------------------- | ------------------------------- | --------- | --------- | ----- | ----- | ----- | --------- | --------- | --------- | ------ | ------ |
| 1984-85                         | «Дармштадт 98»                  | 2БЛ                             | 32        | 9         | КН    | 0     | 0     | -         | -         | -         | 32     | 9      |
| 1985-86                         | «Дармштадт 98»                  | 2БЛ                             | 38        | 17        | КН    | 0     | 0     | -         | -         | -         | 38     | 17     |
| 1985-86                         | «Дармштадт 98»                  | 2БЛ                             | 35        | 18        | КН    | 1     | 0     | -         | -         | -         | 36     | 18     |
| Усього за «Дармштадт 98»        | Усього за «Дармштадт 98»        | Усього за «Дармштадт 98»        | 105       | 44        |       | 1     | 0     |           | -         | -         | 106    | 4      |
| 1987-88                         | «Гамбург»                       | БЛ                              | 31        | 11        | КН    | 2     | 1     | КЧ        | 4         | 3         | 37     | 15     |
| 1988-89                         | «Гамбург»                       | БЛ                              | 10        | 0         | КН    | 3     | 1     | -         | -         | -         | 13     | 1      |
| Усього за «Гамбург»             | Усього за «Гамбург»             | Усього за «Гамбург»             | 41        | 11        |       | 5     | 2     |           | 4         | 3         | 50     | 16     |
| 1988-89                         | «Кайзерслаутерн»                | БЛ                              | 17        | 5         | КН    | 0     | 0     | -         | -         | -         | 17     | 5      |
| 1989-90                         | «Кайзерслаутерн»                | БЛ                              | 28        | 6         | КН    | 1     | 2     | -         | -         | -         | 29     | 8      |
| 1990-91                         | «Кайзерслаутерн»                | БЛ                              | 22        | 9         | КН    | 0     | 0     | -         | -         | -         | 22     | 9      |
| Усього за «Кайзерслаутерн»      | Усього за «Кайзерслаутерн»      | Усього за «Кайзерслаутерн»      | 67        | 20        |       | 1     | 2     |           | -         | -         | 68     | 22     |
| 1991-92                         | «Баварія»                       | БЛ                              | 30        | 10        | КН    | 0     | 0     | КУЄФА     | 4         | 1         | 17     | 5      |
| 1992-93                         | «Баварія»                       | БЛ                              | 32        | 11        | КН    | 0     | 0     | -         | -         | -         | 32     | 11     |
| 1993-94                         | «Баварія»                       | БЛ                              | 20        | 7         | КН    | 0     | 0     | КУЄФА     | 1         | 0         | 21     | 7      |
| Усього за «Баварію»             | Усього за «Баварію»             | Усього за «Баварію»             | 82        | 28        |       | 0     | 0     |           | 5         | 1         | 87     | 29     |
| 1994-95                         | «Кельн»                         | БЛ                              | 33        | 14        | КН    | 0     | 0     | -         | -         | -         | 33     | 14     |
| 1995-96                         | «Кельн»                         | БЛ                              | 8         | 1         | КН    | 0     | 0     | -         | -         | -         | 8      | 1      |
| Усього за «Кельн»               | Усього за «Кельн»               | Усього за «Кельн»               | 41        | 15        |       | 0     | 0     |           | -         | -         | 41     | 15     |
| da gen. 1996                    | «Вердер»                        | БЛ                              | 13        | 4         | КН    | 0     | 0     | -         | -         | -         | 13     | 4      |
| 1996-97                         | «Вердер»                        | БЛ                              | 23        | 8         | КН    | 0     | 0     | -         | -         | -         | 23     | 8      |
| 1997-98                         | «Вердер»                        | БЛ                              | 27        | 6         | КН    | 0     | 0     | -         | -         | -         | 27     | 6      |
| Усього за «Вердер»              | Усього за «Вердер»              | Усього за «Вердер»              | 63        | 18        |       | 0     | 0     |           | -         | -         | 63     | 18     |
| 1998-99                         | «Армінія» (Білефельд)           | 2БЛ                             | 33        | 28        | КН    | 0     | 0     | -         | -         | -         | 33     | 28     |
| 1999-00                         | «Армінія» (Білефельд)           | БЛ                              | 34        | 11        | КН    | 2     | 0     | -         | -         | -         | 36     | 11     |
| 2000-01                         | «Армінія» (Білефельд)           | 2БЛ                             | 31        | 11        | КН    | 0     | 0     | -         | -         | -         | 31     | 11     |
| Усього за «Армінію» (Білефельд) | Усього за «Армінію» (Білефельд) | Усього за «Армінію» (Білефельд) | 98        | 50        |       | 2     | 0     |           | -         | -         | 100    | 50     |
| 2001-02                         | «Карлсруе СК»                   | 2БЛ                             | 33        | 6         | КН    | 1     | 0     | -         | -         | -         | 34     | 6      |
| 2002-03                         | «Карлсруе СК»                   | 2БЛ                             | 27        | 12        | КН    | 1     | 1     | -         | -         | -         | 28     | 13     |
| Усього за «Карлсруе СК»         | Усього за «Карлсруе СК»         | Усього за «Карлсруе СК»         | 60        | 18        |       | 2     | 1     |           | -         | -         | 62     | 19     |
| Усього за кар'єру               | Усього за кар'єру               | Усього за кар'єру               | 557       | 204       |       | 11    | 5     |           | 9         | 4         | 577    | 213    |

### Статистика виступів за збірну
| Дата       | Місто      | Господарі | Результат | Гості     | Турнір           | Голи | Примітки |
| ---------- | ---------- | --------- | --------- | --------- | ---------------- | ---- | -------- |
| 20-12-1992 | Монтевідео | Уругвай   | 1 – 4     | Німеччина | товариський матч | -    |          |
| 23-08-1995 | Брюсель    | Бельгія   | 1 – 2     | Німеччина | товариський матч | -    |          |
| Усього     |            | Матчів    | 2         |           | Голів            | 0    |          |

## Титули і досягнення
- Володар Кубка Німеччини (1):

«Кайзерслаутерн»: 1989-90
- Чемпіон Німеччини (2):

«Кайзерслаутерн»: 1990-91
«Баварія»: 1993-94